# Успение Богородично (Агиос Продромос)
Вижте пояснителната страница за други значения на Успение Богородично.
„Успение Богородично“ (на гръцки: Κοιμήσεως Θεοτόκου) е православна църква в село Агиос Продромос (Решетник), Халкидики, Гърция, част от Йерисовската, Светогорска и Ардамерска епархия. Храмът е построен в 1857 година. Църквата има ценни икони от XIX век от майстори от Галатищката художествена школа.